# Rodolfo Salinas
Rodolfo Salinas Ortiz (sinh ngày 29 tháng 8 năm 1987 ở Durango, México) là một cầu thủ bóng đá người México. Hiện tại anh thi đấu cho Celaya.
cho mượn từ Santos Laguna.

## Sự nghiệp câu lạc bộ
Anh có màn ra mắt ngày 21 tháng 1 năm 2007 trước Club América khi San Luis thua 4-1. Số áo của anh lúc đó là #98. Anh thi đấu 7 trận trong mùa giải Clausura.Ở mùa giải Apertura 2007, anh thi đấu 5 trận và không ghi bàn thắng nào. Anh ghi bàn đầu tiên trước CF Monterrey ngày 15 tháng 3 năm 2008 khi San Luis thắng 3-1. Mùa giải 2008-09, anh được đá chính. Anh ghi bàn thắng thứ hai trước Puebla khi trận đấu kết thúc hòa 1-1.

## Danh hiệu

### Câu lạc bộ
Santos Laguna
- Liga MX: Clausura 2012, Clausura 2015
- Copa MX: Apertura 2014